# Leptotrichum subcapillaceum
Leptotrichum subcapillaceum là một loài rêu trong họ Ditrichaceae. Loài này được Müll. Hal. mô tả khoa học đầu tiên năm 1900.